# Нганг-лакханг

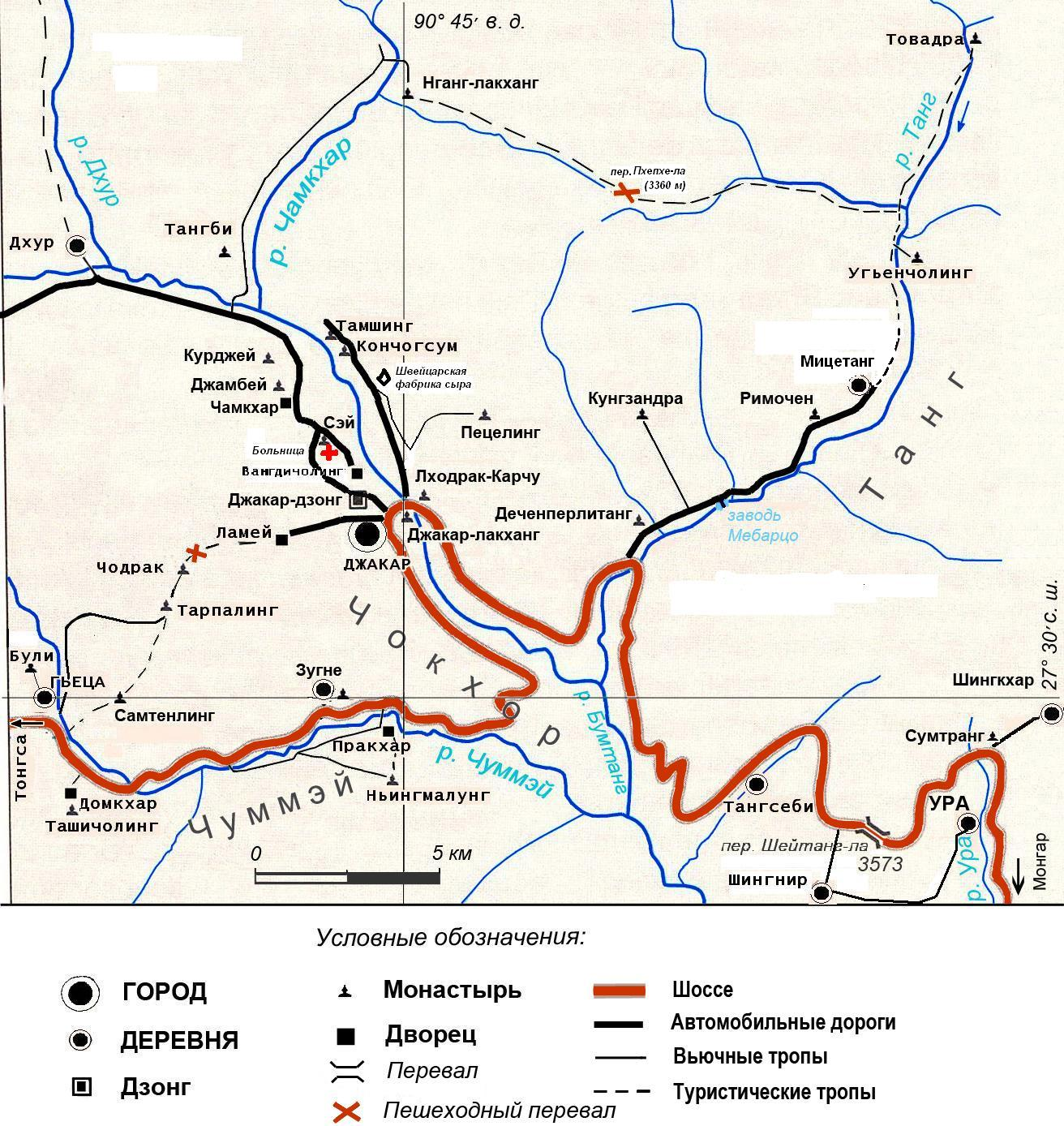
Карта центральной части Бумтанга

Нганг-лакханг — буддийский монастырь школы Ньингма, расположенный в районе Чокхор в Бумтанге, Бутан.
Находится неподалёку от крепости Драпхе-дзонг, в которой размещался правитель (пенлоп) области Чокхор до того, как бутанский король не занял долину в XVII веке. Называется также «Лебединым храмом».
Нганг-лакханг — частный монастырь, расположенный на левой (южной) стороне реки Чокхор, выше монастыря Тангби-лакханг. Считается, что местность посетил Падмасамбхава ещё в VII веке. Монастырь построил в XVI веке лама Намка Самдрип.
Несмотря на обветшалый вид, внутри монастыря имеется немало драгоценных реликвий и изображений, в частности статуя Падмасамбхавы и его жён (Еше Цогьял и Мандарава). Монастырь ремонтировался в 1930-е годы и в 1971.
В 2004 году в монастыре были оборудованы 4 комнаты для приёма гостей.
Зимой, в конце ноября или в декабре (на полнолуние X месяца), проводится трёхдневный праздник Нганг-цечу, на котором ламы представляют танцы с масками.
От Нганг-лакханга через невысокий перевал ведёт пешеходная тропа к монастырю Угьен Чолинг в долине Танг.